# Alepisaurus
Chi Cá lưỡi chích (Alepisaurus; nghĩa "thằn lằn không vảy") là chi cá duy nhất trong họ Alepisauridae, gồm các loài cá biển săn mồi gọi là cá lưỡi chích.
Cá lưỡi chích có thể dài tới 2 m. Có rất ít thông tin về sinh học của chúng, mặc dù chúng phân bố rộng rãi ở tất cả các đại dương, ngoại trừ vùng biển cực. Các mẫu vật đã được ghi nhận ở tận phía bắc Greenland. Chúng thường bị đánh bắt do việc đánh bắt phụ cho các tàu đánh bắt cá ngừ.
Tên chi là từ tiếng Hy Lạp a- nghĩa là "không có", lepis nghĩa là "vảy", và sauros có nghĩa là "thằn lằn".

## Các loài
Hai loài hiện được công nhận trong chi này là:
- Alepisaurus brevirostris Gibbs, 1960 (cá lưỡi chích mũi ngắn)
- Alepisaurus ferox R. T. Lowe, 1833 (cá lưỡi chích mũi dài)

Điểm khác biệt chính giữa 2 loài này là hình dạng của mõm: dài và nhọn ở A. ferox; ngắn hơn một chút ở A. brevirostris. Một loài thứ ba được công nhận, A. paronai D'Erasmo, 1923, là một hóa thạch được biết đến từ các địa tầng tuổi giữa thế Miocen từ Ý.